# آردو اویاسالو
آردو اویاسالو (استونیایی: Ardo Ojasalu؛ زادهٔ ۱۹۶۴) سیاستمدار و نماینده سابق مجلس اهل استونی است.